# Providence (TV-serie)
Providence är en amerikansk TV-serie visad första gången 1999.
Dr. Sydney Hansen, en framgångsrik plastikkirurg i Hollywood, slutar på sin praktik och återvänder till sin hemstad Providence i Rhode Island efter att hennes kontrollerande och krävande mamma Lynda plötsligt avlidit. Detta för att hålla ihop sin lätt dysfunktionella familj, bestående av den något disträa pappa Jim som är veterinär, den vilsna systern Joanie och brodern Robbie, som har lite svårt att hålla sig på rätt sida av lagen. Men Sydney får också omvärdera sitt eget liv.

## I rollerna (urval)
- Melina Kanakaredes - Dr. Sydney Hansen
- Seth Peterson - Robbie Hansen
- Mike Farrell - Dr. James Hansen
- Paula Cale - Joanie Hansen
- Concetta Tomei - Lynda Hansen
- Dana Daurey - Heather Tupperman
- Samaria Graham - Izzy Nunez